# Bouna Sarr
Bouna Sarr (Lyon, Francia, 31 de enero de 1992) es un futbolista senegalés que juega de defensa y se encuentra sin equipo tras abandonar el Bayern de Múnich.

## Estadísticas

### Clubes
- Actualizado hasta el 11 de noviembre de 2023.[3][4]

| Club | Div.          | Temporada     | Liga  | Liga  | Copas nacionales(1) | Copas nacionales(1) | Torneos internacionales(2) | Torneos internacionales(2) | Total | Total | Media goleadora(3) |
| Club | Div.          | Temporada     | Part. | Goles | Part.               | Goles               | Part.                      | Goles                      | Part. | Goles | Media goleadora(3) |
| --- | ------------- | ------------- | ----- | ----- | ------------------- | ------------------- | -------------------------- | -------------------------- | ----- | ----- | ------------------ |
| F. C. Metz Francia | 2.ª           | 2011-12       | 9     | 1     | 2                   | 0                   | —                          | —                          | 11    | 1     | 0.09               |
| F. C. Metz Francia | 3.ª           | 2012-13       | 29    | 3     | 4                   | 0                   | —                          | —                          | 33    | 3     | 0.09               |
| F. C. Metz Francia | 2.ª           | 2013-14       | 28    | 1     | 2                   | 0                   | —                          | —                          | 30    | 1     | 0.03               |
| F. C. Metz Francia | 2.ª           | 2014-15       | 30    | 2     | 3                   | 1                   | —                          | —                          | 33    | 3     | 0.09               |
| F. C. Metz Francia | Total club    | Total club    | 96    | 7     | 11                  | 1                   | 0                          | 0                          | 107   | 8     | 0.07               |
| Olympique de Marsella Francia | 1.ª           | 2015-16       | 25    | 2     | 5                   | 1                   | 3                          | 0                          | 33    | 3     | 0.09               |
| Olympique de Marsella Francia | 1.ª           | 2016-17       | 26    | 0     | 3                   | 1                   | —                          | —                          | 29    | 1     | 0.03               |
| Olympique de Marsella Francia | 1.ª           | 2017-18       | 29    | 0     | 4                   | 0                   | 15                         | 1                          | 48    | 1     | 0.02               |
| Olympique de Marsella Francia | 1.ª           | 2018-19       | 29    | 1     | 2                   | 0                   | 6                          | 0                          | 37    | 1     | 0.03               |
| Olympique de Marsella Francia | 1.ª           | 2019-20       | 27    | 1     | 5                   | 1                   | —                          | —                          | 32    | 2     | 0.06               |
| Olympique de Marsella Francia | 1.ª           | 2020-21       | 2     | 0     | —                   | —                   | —                          | —                          | 2     | 0     | 0                  |
| Olympique de Marsella Francia | Total club    | Total club    | 138   | 4     | 19                  | 3                   | 24                         | 1                          | 181   | 8     | 0.04               |
| Bayern de Múnich · Alemania | 1.ª           | 2020-21       | 8     | 0     | 2                   | 0                   | 5                          | 0                          | 15    | 0     | 0                  |
| Bayern de Múnich · Alemania | 1.ª           | 2021-22       | 5     | 0     | 2                   | 1                   | 5                          | 0                          | 12    | 1     | 0.08               |
| Bayern de Múnich · Alemania | 1.ª           | 2022-23       | 1     | 0     | 0                   | 0                   | 0                          | 0                          | 1     | 0     | 0                  |
| Bayern de Múnich · Alemania | 1.ª           | 2023-24       | 2     | 0     | 2                   | 0                   | 1                          | 0                          | 5     | 0     | 0                  |
| Bayern de Múnich · Alemania | Total club    | Total club    | 16    | 0     | 6                   | 1                   | 11                         | 0                          | 33    | 1     | 0.03               |
| Total carrera | Total carrera | Total carrera | 250   | 11    | 36                  | 5                   | 35                         | 1                          | 321   | 17    | 0.05               |
| (1) Incluye datos de Copa de Francia, Copa de la Liga de Francia, Copa de Alemania y Supercopa de Alemania. (2) Incluye datos de Liga de Campeones de la UEFA y Liga Europa de la UEFA. (3) No incluye goles en partidos amistosos. |               |               |       |       |                     |                     |                            |                            |       |       |                    |

## Palmarés

### Títulos nacionales
| Título                | Club             | Sede     | Año     |
| --------------------- | ---------------- | -------- | ------- |
| Ligue 2               | F. C. Metz       | Francia  | 2013-14 |
| Bundesliga            | Bayern de Múnich | Alemania | 2020-21 |
| Supercopa de Alemania | Bayern de Múnich | Alemania | 2021    |
| Bundesliga            | Bayern de Múnich | Alemania | 2021-22 |
| Supercopa de Alemania | Bayern de Múnich | Alemania | 2022    |
| Bundesliga            | Bayern de Múnich | Alemania | 2022-23 |

### Títulos internacionales
| Título                    | Club (*)             | Sede    | Año  |
| ------------------------- | -------------------- | ------- | ---- |
| Copa Mundial de Clubes    | Bayern de Múnich     | Catar   | 2020 |
| Copa Africana de Naciones | Selección de Senegal | Camerún | 2021 |

(*) Incluyendo la selección.